# Corey Schwab
Corey Schwab (* 4. November 1970 in North Battleford, Saskatchewan) ist ein ehemaliger kanadischer Eishockeytorwart und derzeitiger -trainer. Während seiner Karriere spielte er zwischen 1995 und 2004 für die New Jersey Devils, Tampa Bay Lightning, Vancouver Canucks und Toronto Maple Leafs in der National Hockey League. Zurzeit ist er als Torwarttrainer der San Jose Sharks in der NHL sowie für deren Farmteam, die Worcester Sharks aus der American Hockey League, tätig.

## Karriere
Schwab spielte im Alter von 18 Jahren zunächst in der zweitklassigen Saskatchewan Junior Hockey League bei den North Battleford North Stars aus seiner Heimatstadt. Noch im Verlauf der Saison 1988/89 nahmen ihn die Seattle Thunderbirds aus der höherklassigen Western Hockey League unter Vertrag. Nach einer Spielzeit als Ersatztorwart, in der er 15 seiner 27 Spiele gewinnen konnte, erhielt er in seiner letzten Juniorensaison 1990/91 den Stammplatz zugeteilt und kam auf weitere Einsätze.
Nachdem er bereits im gut besetzten NHL Entry Draft 1990 in der zehnten Runde an 200. Stelle von den New Jersey Devils ausgewählt worden war, wechselte er im Sommer 1991 in die Organisation der Devils. Zunächst wurde er zwei Jahre lang bei den Utica Devils in der American Hockey League und Cincinnati Cyclones in der East Coast Hockey League bzw. International Hockey League eingesetzt, ohne auf sich aufmerksam machen zu können, bevor er ab der Spielzeit 1993/94 regelmäßig bei den Albany River Rats in der AHL zum Einsatz kam. Dort teilte er sich ab der Saison 1994/95 den Posten im Tor mit Mike Dunham. Gemeinsam gewannen sie in diesem Jahr den Harry „Hap“ Holmes Memorial Award für die wenigsten Gegentore in der regulären Saison und führten die River Rats zum Sieg im Calder-Cup-Finale, wodurch beide mit der Jack A. Butterfield Trophy als wertvollste Spieler der Playoffs ausgezeichnet wurden. In der folgenden Spielzeit wurde Schwab aufgrund seiner konstanten Leistungen zum Ersatzmann des NHL-Teams befördert, kam im Schatten von Martin Brodeur aber selten zum Einsatz. Um dem Kanadier die Möglichkeit auf mehr Einsätze zu ermöglichen, transferierten ihn die Devils am Ende der Saison 1995/96 zu den Tampa Bay Lightning, wo er zwar öfter eingesetzt wurde, jedoch nicht an frühere Leistungen anknüpfte. Nachdem er im Verlauf seiner dritten Spielzeit zwischenzeitlich den Weg zurück in die Minor Leagues hatte antreten müssen und er nur acht von 40 Spielen in der NHL in der Saison 1998/99 gewinnen konnte, ging Schwab ungeschützt von seinem Team in den NHL Expansion Draft 1999. Dort wählten ihn die neu gegründeten Atlanta Thrashers aus, die ihn jedoch nach einigen Einsätzen in ihrem Farmteam, den Orlando Solar Bears aus der IHL, im Oktober 1999 an die Vancouver Canucks abgaben. In seinen zwei Jahren bei den Canucks spielte Schwab hauptsächlich für deren Farmteams in der AHL und IHL und bestritt nur sechs Partien in der NHL. Im Sommer 2001 wechselte er daher als Free Agent zu den Toronto Maple Leafs, wo er einen Einjahresvertrag unterschrieb. Als Ersatz von Curtis Joseph kam er auf 30 Einsätze und erreichte eine Karrierebestmarke von zwölf Siegen. Trotzdem kehrte er zum folgenden Spieljahr zu den New Jersey Devils zurück, mit denen er 2003 den Stanley Cup gewinnen konnte. Die Saison 2003/04 endete für Schwab bereits frühzeitig Mitte November, da er sich eine langwierige Leistenverletzung zuzog. Die drei Partien, die er in dieser Spielzeit absolvierte, waren zugleich die letzten seiner Karriere.
Nach dem durch den Lockout bedingten Ausfall der NHL-Saison 2004/05 nahm Schwab im Sommer 2005 den Posten des Torwarttrainers der Tampa Bay Lightning an. Diesen füllte er insgesamt drei Spielzeiten aus, ehe die Lightning in der Folge eines Besitzerwechsels mit Cap Raeder einen neuen Torwarttrainer verpflichteten. Daraufhin verließ der Kanadier die Organisation und nahm ein Angebot der San Jose Sharks an, bei denen er Torwarttrainer Wayne Thomas entlasten und sich um die Ausbildung der jungen Torhüter kümmern soll.

## Erfolge und Auszeichnungen
| - 1995 Teilnahme am AHL All-Star Classic - 1995 Calder-Cup-Gewinn mit den Albany River Rats - 1995 AHL Second All-Star Team | - 1995 Harry „Hap“ Holmes Memorial Award (gemeinsam mit Mike Dunham) - 1995 Jack A. Butterfield Trophy (gemeinsam mit Mike Dunham) - 2003 Stanley-Cup-Gewinn mit den New Jersey Devils |

## Karrierestatistik
(Legende zur Torhüterstatistik: GP oder Sp = Spiele insgesamt; W oder S = Siege; L oder N = Niederlagen; T oder U oder OT = Unentschieden oder Overtime- bzw. Shootout-Niederlage; Min. = Minuten; SOG oder SaT = Schüsse aufs Tor; GA oder GT = Gegentore; SO = Shutouts; GAA oder GTS = Gegentorschnitt; Sv% oder SVS% = Fangquote; EN = Empty Net Goal; 1 Play-downs/Relegation; Kursiv: Statistik nicht vollständig)